# 小行星3886
小行星3886（英語：3886 Shcherbakovia）是一颗围绕太阳公转的小行星。1981年9月3日，尼古拉·切爾尼赫在克里米亚发现了此天体。
这颗小行星的绝对星等为123.4395384018599等。